# FKデュクラ・バンスカー・ビストリツァ

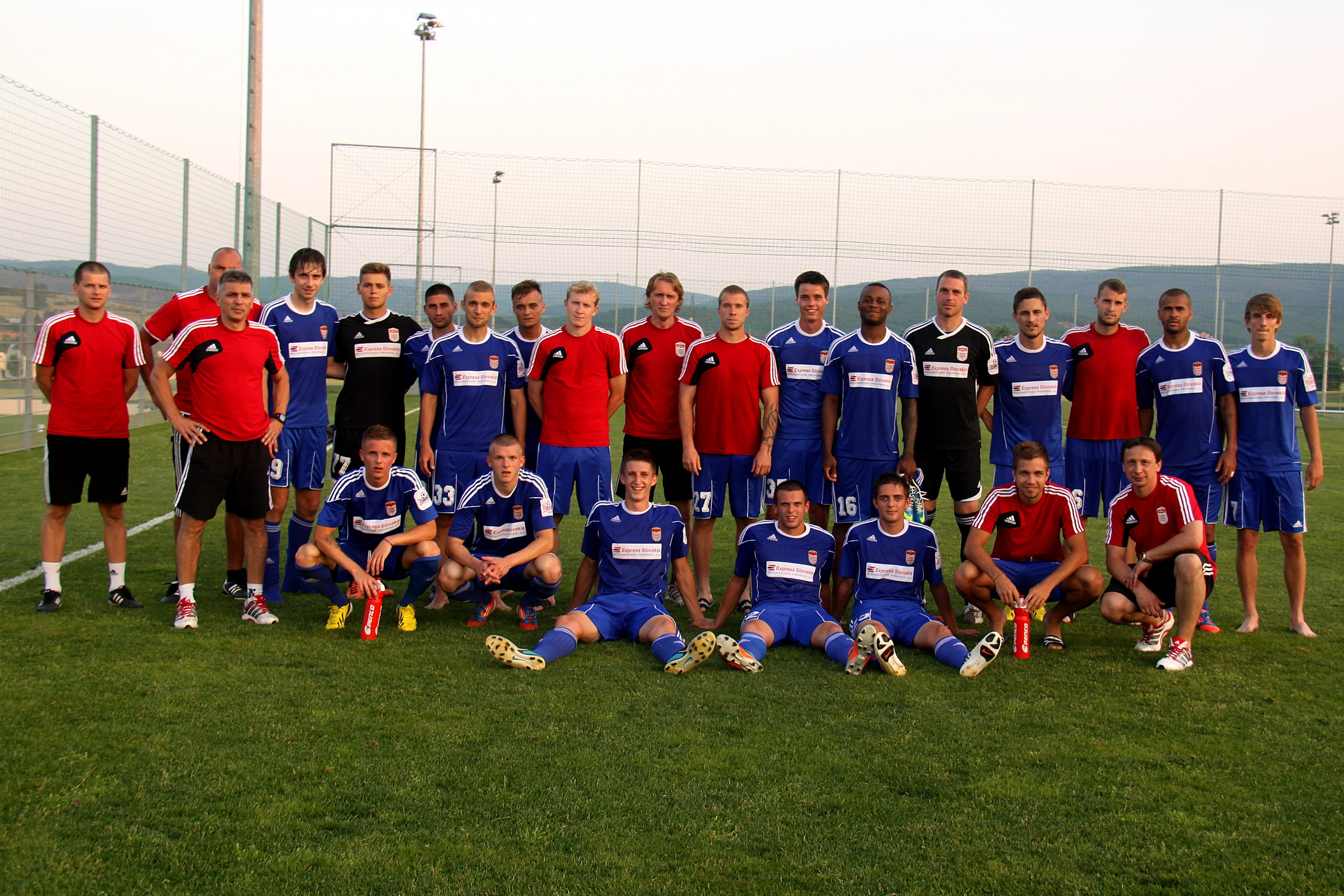
FKデュクラ・バンスカー・ビストリツァ (2013)

フトバロヴィー・クルブ・ドゥクラ・バンスカー・ビストリツァ（スロバキア語: Futbalový Klub Dukla Banská Bystrica）は、スロバキア中部の都市バンスカー・ビストリツァを本拠地とするサッカークラブである。
クラブは、軍隊のスポーツクラブVTJ Dukla Banska Bystricaとして1965年に創設された。1970年代に活躍したアントン・オンドルシュは、チェコスロバキア代表の主将として1976年のUEFA欧州選手権1976優勝に貢献した。

## タイトル

### 国内タイトル
- スロヴェンスキー・ポハール：2回
  - 1981，2005

### 国際タイトル
- なし

## 歴史
- 1965年 : VTJ Dukla Banska Bystricaとして創立
- 1967年 : AS Dukla Banska Bystricaに改称
- 1975年 : ASVS Dukla Banska Bystricaに改称
- 1984年 :  UEFAカップ初出場
- 1992年 : FK Dukla Banska Bystricaに改称

## 歴代監督
- アルノシュト・フロジェク (1966-1967)
- ボフミル・ムシル (1969-1971)
- オルドジフ・ブジーザ (不明-1979)
- ユライ・ラコタ (1980)
- ヨゼフ・アダメツ (1981-1987)
- アントン・ドラグーニ (1987-1989)
- スタニスラフ・ヤラーベク (1989-1991)
- ヨゼフ・アダメツ (1991)
- アントン・フルシェツキー (1991-不明)
- アントン・ヤーノシュ (1993-1995)
- ヤーン・イラフスキー (不明-1996)
- ヤーン・コツィアン (1996-1997)
- ペテル・ベネディク (1996-1997)
- スタニスラフ・ヤラーベク (1998-1999)
- ミロシュ・タゴス (1999-2000)
- イゴル・ノヴァーク (2000-2001)
- アントン・ヤーノシュ (2001-2003)
- ラディスラフ・モルナール (2003-2004)
- ヴァーツラフ・ダニェク (2004-2005)
- ドゥシャン・ラドルスキー (2006)
- ラディスラフ・モルナール (2007)
- シュテファン・ホルニー (2007-2008)
- アントン・ヤーノシュ (2008)
- ヨゼフ・ヤンケフ (2008-2010)
- カロル・マルコ (2010)
- Štefan Zaťko (2010-2011)
- ノルベルト・フルンチャール (2012-2014)
- シュテファン・ルスナーク (2014-2015)
- リュボミール・ファクトル (2015-)

## 歴代所属選手
- アントン・オンドルシュ
- ノルベルト・ギェンベール
- ヴラティスラフ・グレシュコ